# شباب رودريجو (ملحمة)
شباب رودريجو (بالإسبانية: Mocedades de Rodrigo)‏ هو الاسم الذي عرفت به قصيدة ملحمية قشتالية مجهولة الكاتب. أُلفَت نحو عام 1360‏، وهي تروي أصول البطل الأسطوري رودريجو دياث دي فيفار ومآثره في فترة شبابه.
وصل إلينا منها 1164 بيتًا من الشعر، تَسبِقَهُم قطعة نثرية افتتاحية. والسفر الوحيد الذي ينقل إلينا المخطوطة يعود إلى عام 1400‏ وهو موجود في المكتبة الوطنية في باريس. لم يكن النص الذي وصل إلينا يحمل عنوانًا، لذلك زَوَده النقاد بالعديد من العناوين مثل شباب رودريجو وتسجيل لفترة شباب رودريجو لأرميستياد وأغنية رودريجو والملك فرناندو لمينينديث بيدال ومدونة السيد التاريخية المقفاة لبورلاند.

## موضوع العمل

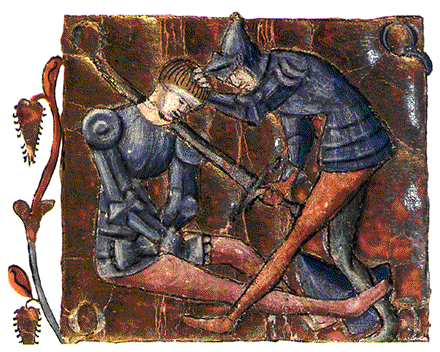
رودريجو دياث ينتقم لمقتل والده. وهي تصغير للمدونة التاريخية لعام 1344، أكاديمية العلوم في لشبونة.

بعد بداية ذات طابع نَسَبي توضح نسب البطل، تروي القصيدة كيف قتل الشاب رودريجو عدوَ والدِه، الكونت دون جوميز، وهو أب لخيمينا بدوره. ولإصلاح ذنبه، يجبره الملك فرناندو الأول على الزواج منها، ولكن البطل يرفض وليؤجل الزواج، وافق على تأدية مهمة صعبة ونجح في الانتصار في خمس معارك.

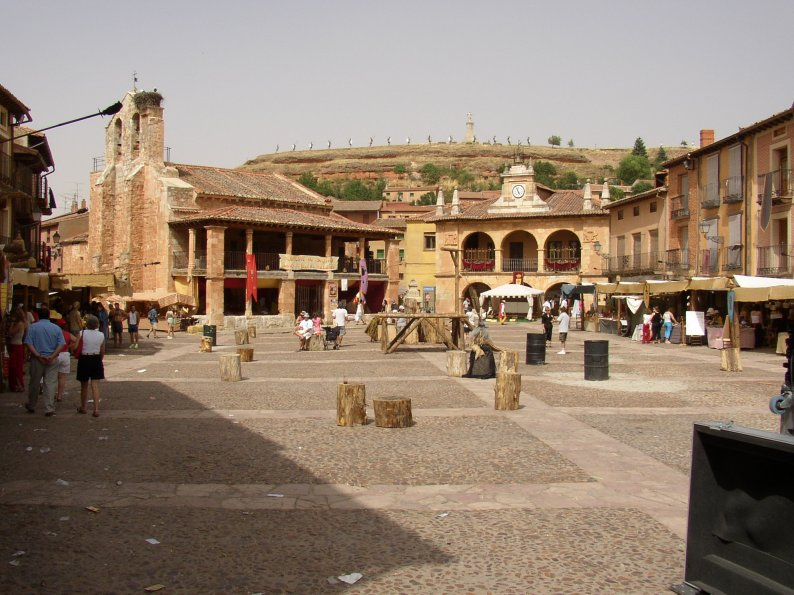
أيون بلدة تقع في مقاطعة شقوبية، ضمن منطقة الحكم الذاتي الإسبانية قشتالة وليون.

وعلى الرغم من أنه لم يتم الإشارة إلى المعارك الخمس المذكورة في النسخ السابقة في قصيدة شباب رودريجو، إلا أن ما يهمنا في هذا النص هو ما تم ذكره من انتصار رودريجو على المورو بُورغش من أيون، وفوزه على بطل أراغون أثناء ضم كالاهورا، والدفاع عن قشتالة ضد مؤامرة القوامسة الخَوَنة، والمعركة التي قام بها ضد الأبطال المغاربة الخمسة واستعادة مقر أسقف بالنثيا. عند هذه النقطة، يُطالِب كلٍ من ملك فرنسا وإمبراطور الإمبراطورية الرومانية المقدسة والبابا قشتالةَ بدفع ضريبة مهينة، تشمل دفع خمسة عشر من الفتيات النبيلات سنويًا. وردًا على ذلك يحرض رودريجو الملك فرناندو على غزو فرنسا. وأخيراً، ينتصر كليهما على ائتلاف يضم كلًا من كونت سافوي وملك فرنسا والإمبراطور والبابا. وبعد هذا النصر غير المتوقع ووسط مفاوضات الاستسلام، انتهى الجزء الذي وصل إلينا من المخطوطة.

## التاريخ والتأليف
يفترض آلان ديرموند أن القصيدة قد أُلفت نحو عام 1360 في منطقة بالنثيا، على يد مؤلف مثقف، ربما يكون رجل دين، والذي كان -وفقاً لديرموند وأرميستياد - يعيد صياغة نص يعود إلى النصف الثاني من القرن الثالث عشر مفقود الآن، ويعرف باسم بطولات شباب رودريجو.
أدى عدم الإشارة إلى أبرشية بالنثيا في الإصدارات السابقة للقصيدة إلى التفكير بأن العمل قد تم تأليفه بهدف الدعاية لهذه الدائرة الإكليريكية في الوقت الذي كانت تمر فيه بأزمة سياسية واقتصادية. ساهم ربط الجانب الأسطوري للسيد بقصة هذه الدائرة الدينية في جذب الأتباع والموارد للأسقفية. وكان هذا الدافع نفسه حاضرًا في المهمة الدعائية لعمل جونثالو دي بيرثيو بشأن سان ميلان دي لا كوجويا.
من ناحية أخرى، يفترض خوان فيكتوريو أن من قام بتأليفها هو مؤلف طبيعي من ثامورا (على الرغم أنه يمكن أن تكون له صلة مهنياً مع أبرشية بالنثيا) ومثقف أيضاً، كما تُبرز مهاراته الدبلوماسية والمختص بشعارات الأُسَر. ويدعم نظريته كلٌ مما يلي: وجود بعض الألفاظ المنسوبة لمقاطعة ليون مثل ("mayoralgo" في البيت رقم 974, و"cabdiella" في البيت رقم 1135، و"resollo" في البيت رقم 596)، ومعرفة المؤلف لأسماء مناطق ثامورا، والموقع الثابت للبلاط الملكي بثامورا في القصيدة، واللقاء الذي جرى بين رودريجو والملك فرناندو في جرانخا دي موريرويلا في ثامورا، إضافة إلى الشكوك بشأن التقاليد المحلية البالنثية التي تضمها الملحمة.

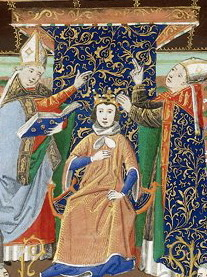
تتويج إنريكي الثاني ملك قشتالة في العصور الوسطى من سجلات المؤرخ جين فروسارت

يشير فيكتوريو أيضاً، وبصرف النظر عن الجهد الواضح للدعاية لأبرشية بالنثيا، حيث المكان الذي قد تكون تمت فيه كتابة القصيدة، على الرغم مما قيل بشأن أصل المؤلف، إلا أن المؤلف لديه موقف سياسي ملتزم لصالح بيدرو الأول الملقب بالقاسي أو العادل في الحرب التي دارت بينه وبين مرشح عائلة تراستامارا، وهو من سيكون فيما بعد إنريكي الثاني ملك قشتالة، بين عامي 1357 و1369. من أجل ذلك الغرض، يزعم المؤلف في قصيدته أن أعداء الشاب رودريجو هم أنفسهم نفس أعداء الملك بيدرو، في هذا النزاع المعاصر للمؤلف، وهم: مملكة أراغون والملك الفرنسي والبابا. وهكذا، فإن المؤلف لم يستخدم هذا النص لنشر المصالح الكنسية فقط، ولكن أيضاً السياسية.

## النسخ السابقة
وقد اُفتُرِضَ وجود دلائل على تواجد مادة قصيدة شباب رودريجو منذ القرن الثالث عشر عن طريق الإشارة إلى عناصر السرد في العمل في الأحداث التاريخية المدونة، والتي تظهر مثلاً في كرونيكون موندي للكاتب لوكاس دي توي، وفي تاريخ إسبانيا (المعروفة أيضا باسم المدونة التاريخية العامة الأولى)، والتي جمعها ألفونسو العاشر الحكيم، وفي المدونة التاريخية للملوك العشرين. وفي وقت لاحق، في حوالي عام 1300، وُجِدت في المدونة التاريخية لملوك قشتالة قصةٌ كاملة مكتوبة نثراً، تدور حول عمل يسبق شباب رودريجو قد فُقِد الآن. وفيما بعد، أعطت هذه النسخة مكاناً من جديد للنسخة التي ظهرت في المدونة التاريخية لعام 1344 مع إضافة مواد ملحمية أخرى. وأخيراً، قام رجل دين أو مؤلف مثقف بجمع وصياغة كل هذه المواد في حوالي عام 1360 في النسخة التي نعرفها اليوم.
وقد حول السرد الروائي للمدونة التاريخية لملوك قشتالة، والمعروفة أيضاً باسم «مدونة قشتالة التاريخية» مادة القصيدة السالفة لشباب رودريجو إلى نثر، وهذه القصيدة تعرف باسم «بطولات الشاب رودريجو» (والتي انتشرت وفقاً لفيكتوريو، في النصف الثاني من القرن الثالث عشر)، وهذا يؤدي إلى معرفة أصول سلسلة الرومانث التي تدور حول مرحلة شباب رودريجو. وتختلف أغنية البطولة عن القصيدة الملحمية في أن هذه تحتفظ بلهجة أكثر اعتدالاً، وبطلها أقل تمرداً، ولا ذِكر لقصة أبرشية بالنثيا فيها. وهذا الاختلاف هو السبب الرئيسي الذي جعل ديرموند يعتقد أن النص المحفوظ قد يكون من تأليف كاتب من هذه المنطقة.

## العَرُوض
تتكون القصيدة من نحو ثلاثين مقطوعة من الشعر أحادي القافية وغير متساوي المقاطع، ويغلب عليه بشكل مطلق الجناس بين الحرفين á وo، ويظهر ذلك في 15 مقطوعة، أي في إجمالي 972 بيتًا. ويتراوح عدد الأبيات في كل مقطوعة ما بين 264 بيتًا، مثل المقطوعة رقم XVII، وبيتين فقط كما في عدة مقطوعات أخرى (مثل II ،IV ،V، وما إلى ذلك). ومن المحتمل أن الأمر يتعلق - في كثير من هذه الحالات - بمقطوعات ناقصة وغير مكتملة، لذلك يحتوي النص على العديد من الثغرات.
كما هو الحال في الملاحم الإسبانية الأخرى، ليس هناك عدد محدد من المقاطع لكل بيت، على الرغم من وجود اتجاه لجعلها تتراوح ما بين 14 و16 مقطعاً، مع تواجد وقف في آخر التفعيل مما يقسمه إلى شطرين، أولهما يميل إلى أن يكون ثماني المقطع. وتبدو هذه الميزة شديدة القرب من عَرُوض الرومانث، حيث يقوم كاتب الرومانث بنسخ شطرين من نفس البيت الملحمي ويضع كل واحد منهما في سطر منفصل.

## بنية القصيدة
يجمع النص عدة فصول، تترابط فيما بينها بخيطٍ ضعيف إلى حدٍ ما. ويبدو آخر ما وصل إلينا من القصائد الملحمية الإسبانية، وهي خلاصة نهائية للمواد المتعددة التي جُمعت، والتي تشمل مدونات تاريخية وملحميات ذات طابع شفاهي، وربما أيضًا تحتوي مجموعة من الرومانث القديم الذي يتناول سيرة السيد. هذا ما تؤكده عشرات الثغرات في النص، والتي يُلاحَظ البعض منها بوضوح. وعلى وجه الخصوص، يبرز بوضوح انقطاع المخطوطة عند حد معين، مما ألزمنا أن نخمن النهاية استنادًا إلى السجلات التي نقلت نسخًا أخرى ظهرت في وقت سابق للقصيدة.
وبالتالي، يَبرُز العديد من الموضوعات الرئيسية: مقدمة نثرية في تاريخ نسبه، وسرد للأحداث الأكثر أهمية في حياة البطل الملحمي حياة فرنان جونزاليس، وقصة وفاة والد خيمينا وأحداث الزفاف، والصور الرمزية في شبه الجزيرة، والمآثر الحربية ضد الموروس، من جانب المعركة التي خاضها ضد المورو بورغش من أيون في البيت رقم 449، وضد المسيحيين، من جانب آخر، مواجهة ملك أراغون. كذلك يُسلط الضوء أيضًا على الشؤون الكنسية ذات الطابع المحلي، مثل اكتشاف قبو القديس أنتولين أو استعادة الأسقف بيرنالدو لمقره في بالنثيا، بجانب الحملات العسكرية مثل مواجهة فرناندو ورودريجو لجميع القوى في عصرهما، والمتمثلة في كل من ملك فرنسا والإمبراطور والبابا. ونجد الشعور القاطع متمثلاً في المواد المتراكمة بسبب تعدد واختلاف الصياغات لأغنية البطولة. السطور الأولى للجزء النثري لم تُكتب من قِبَل المؤلف كما يشير فيكتوريو، ولكن من قِبَل الناسخ الذي قام بتلخيص جزء مسجوع من النص قام بإعادة كتابته، ويشهد على ذلك ما تبقى من السجع الذي ظل في الفقرات المكتوبة بالنثر.
ووفقًا لأرميستياد، يفترض أن تنتهي القصيدة بارتقاء الملك فرناندو إلى إمبراطور أو ما يكافئ سلطة الإمبراطور من بين جميع ملوك شبه الجزيرة. من جانب آخر يضع ديرموند احتمال آخر للنهاية، وهو قصة تكريم بيرنالدو عند استعادته لمقر الأسقفية، وهي القصة التي تتلاءم بشكل جيد مع الطابع الديني والدعائي للقصيدة عن أطروحة الباحث البريطاني المتخصص في الشؤون الإسبانية.

## الخصائص المتعلقة بالملاحم الإسبانية في العصور الوسطى

### شباب رودريجو بالنسبة للملاحم التقليدية الإسبانية
ومن الغريب أن نرى كيف تم الاحتفاظ بنوع أدبي مثل الملحمة والتي عادة ما اعتبرت تسجيلاً للبطولات انتشرت شفاهيًا في المراحل الأولى من تكوين الشعوب، حتى وقت متأخر من النصف الثاني من القرن الرابع عشر. في تلك الفترة، على سبيل المثال، كان يعيش شخص يدعى دون خوان مانويل، الذي كان يتمتع بالوعي الكامل والمعرفة التامة بجميع الفنون الأدبية، كذلك أصبح الاهتمام بنقل المحتوى الإخباري موجهًا في المقام الأول إلى المدونات التاريخية المكتوبة بالنثر. وإذا كان الأمر كذلك، فمن الممكن استنتاج الدافع وراء استخدام المؤلف لقوالب أغاني البطولات القديمة.
وفي هذا الصدد، يشير مننديث بيدال أن الجمهور بعد تعرفه التام على أعمال رودريجو البطولية في فترة نضجه، يسعى الآن لقراءة كتابات جديدة حول مغامراته التي خاضها عندما كان شابًا، وعلى حد تعبير الباحث الشهير:
| شباب رودريجو (ملحمة) | لأي بطلٍ كان، يهتم الجمهور أولا بأكثر أعماله شهرةً، والتي وقعت في ذروة مجده، ولكن فيما بعد [...] يتولد الفضول لدى العامة لمعرفة المزيد والمزيد من التفاصيل التي لم تكن تنال اهتمامهم في السابق. [...] وفي محاولة لتلبية فضول الجمهور قام الكاتب بتأليف شباب رودريجو | شباب رودريجو (ملحمة) |

.
وإلى جانب التقاليد الملحمية الإسبانية، ساهمت بعض التقاليد الفلكلورية العالمية في تأليف شباب رودريجو، محاكيةً لما يظهر في الفن القصصي الشفوي الشعبي، والتي تم دراستها والبحث فيها من قبل المدرسة الأدبية البنيوية وعلم السرد الروائي. وبالإضافة إلى الموضوع التقليدي المذكور وهو قصة الوعد المؤجل، نجد بعض الموضوعات والأحداث الأخرى، نذكر من بينها قصة هروب السجين بمساعدة إحدى النساء، أو قصة الضريبة السنوية المتمثلة في إرسال الملك فرناندو لـ 15 فتاة بطلب من البابا والإمبراطور وملك فرنسا، مثلما ظهر في البيت رقم 755.
من جانب آخر، وبخصوص ما إذا كان هناك تأثير للملاحم الخارجية، فإن مؤلف الكتاب يبدو مطلعًا على الفن الملحمي الفرنسي، حيث يُلَمِح إلى ألميريكي دي ناربونا كما في البيت رقم 58، أو إلى الخصوم الإثني عشر كما في البيت رقم 1051 أو إلى ساحة بلايا كما في البيت رقم 831، وكذلك يذكر عددًا من شخصيات أغاني البطولة الفرنسية. على الرغم من تضارب التواريخ، كانت المادة الملحمية الفرنسية منتشرة بشكل واسع في شبه الجزيرة، كما يتضح من عدد الشخصيات والملحمة الاحتفالية في الرومانث، والتي ظهرت على وجه التحديد في تلك الفترة.

## شخصية البطل
في شباب رودريجو، يظهر الشاب إل سيد بشخصية متباينة تمامًا عما بدا في إصدارات أخرى من الأسطورة، وخاصةً عما بدا في أغنية سيدي البطل، والتي يكون متحليًا فيها عادة بضبط النفس. ففي النص المعروض علينا، نراه شابًا متعجرفًا ومتكبرًا ومغرورًا، وأحيانا يبدي عدم الاحترام حتى تجاه سيده الملك فرناندو، على سبيل المثال ما نلاحظه في أول مقابلة بينهما، عندما دعا الملكُ رودريجو ووالده دييجو لاينيز من أجل التعويض عن مقتل والد خيمينا بأن يتزوج رودريجو منها. لكن رودريجو يرتاب في الأمر:
| شباب رودريجو (ملحمة) | اسمعوا يا أصدقاء وأقارب وخدم والدي انتظر سيدكم دون مكر ودون مهارة وإن وددت من حاجب الملك أن يلق القبض عليه، فسيفعل لأن هناك الكثير ممن يريدون قتله كم هو يوم أسود على الملك شأنه شأن الأخرين هناك أنت لا يمكنك القول أن الخونة سيقتلون الملك | شباب رودريجو (ملحمة) |

وفي وقت لاحق (الأبيات: 422 إلى 429) يرفض رودريجو، في وجود الملك، الاعتراف بتبعيته له وتقبيل يده، كما ظهر في البيت رقم 429، وقال: 
| شباب رودريجو (ملحمة) | لأنك أنت والدي وأنا رفضت تقبيل يدك، إذن أنا ابن مدلل سيئ | شباب رودريجو (ملحمة) |

 وإلى الحد الذي تجرأ فيه على الاستجابة لتحدي البابا مثلما ظهر في الأبيات: 1100-1116، وعندما يسأل الملك فرناندو إذا كان يريد أن يكون إمبراطور إسبانيا كما ظهر في البيت 1108. وفيما يلي نرى كيف تقدم رودريجو، دون أن يستجيب للملك، خارقًا للقواعد البروتوكولية، كما يلي:
| شباب رودريجو (ملحمة) | وهنا تحدث روي دياث، أمام الملك السيد فرناندو أنت أعطيت الرب فضائل سيئة، يا أيها البابا الروماني وجئنا من أجل النصر، ولكن ذلك لا يعني أننا انتصرنا بالفعل وهناك خمسة من الممالك في إسبانيا بدون أنك تقبل الأيدي بالفعل ويبقى لغزو الإمبراطورية الألمانية، والتي في الحقيقة يجب أن يتم توارثها | شباب رودريجو (ملحمة) |

وفي هذا الوصف، ربما يطغى الجو الروائي، الذي يمكن أن نعتبره ملحمة، بغرض جذب الجمهور عبر المفاجأة، وهو ما يدل على خاصية إطلاق العنان للخيال، والتي انتشرت بشكل خاص في القرن الرابع عشر. وعلى النقيض، فيما يتعلق بموضوع تمرد البطل في جميع الملاحم الإسبانية، يعتقد خوان فيكتوريو، في مقدمته للطبعة المذكورة، أن هناك سوابق تكشف أن البطل يكن احترامًا للملك مثل أهم الأحداث في أسطورة برناردو ديل كاربيو أو فرنان جونزاليس. علاوة على ذلك، يعد واحدًا من أكثر الموضوعات حضورًا في وصف أبطال الرومانث.

## التقييم
تقليديًا، اُعتبرت قصيدة شباب رودريجو بالكاد بمثابة أحد أبرز النصوص فيما يتعلق بقيمتها الأدبية. ومع ذلك، من وجهة نظر تاريخ الأدب، يمكن اعتبارها نصًا أدبيًا بالغ الأهمية. ففي المقام الأول، كما هو مذكور آنفًا، تعد تجسيدًا للملحمة الإسبانية في أواخر العصور الوسطى، وبالتالي، تعد دليلاً قاطعًا على أن النمط القديم للفن الملحمي قد استمر حتى نهاية القرن الرابع عشر، كما أن أشكاله النمطية اللغوية ينبغي تقييمها بعناية فائقة عند الإشارة إلى تأريخ تلك الأعمال.
من ناحية أخرى، تُمَثل القصيدة ما يمكن أن نسميه نوعًا من الرومانث التقليدي الذي يروي مرحلة شباب السيد، كما أن بعض أحداثها، مثل مقتل والد خيمينا على يد البطل، كانت سببًا في أن يقوم الكاتب جيين دي كاسترو بوضع كتابه شباب السيد، والذي بدوره مَهدَ لدراما السيد، التي ألفها كورناي.
وبعد انهيار المثال الحي الأخير من فن أغنية البطولة الإسبانية، نشأ فن الرومانث كما توضح جميع الأدلة. وتقترب أغنية شباب رودريجو من خصائص فن الرومانث لتشابههما في الأسلوب الروائي والخيالي، وفي احتوائهما على كمية غالبة من الشطور ثمانية المقطع والتي تتكون منها القصيدة. وترسم لنا طريقة وضع الأبيات في سطرين فقط، واحد لكـل شطر، مع الأخذ في الحسبان التجزئة والثغرات التي تحويها شباب رودريجو، صورةً واضحة لخصائص الرومانث، ذي القافية السجعية في أزواج ثمانية المقطع، ذات نهايات غير مستطردة، إضافة إلى تواجد عنصر عالي من الخيال الروائي.

## طبعات من شباب رودريجو

### المخطوط
- مخطوط رقم 12 من الصندوق الإسباني، في المكتبة الوطنية في باريس، كود رقم 9988، المكتبة الملكية.[38]

### الطبعات الحديثة
- فرانسيسكو ميشال وجيه. أف ولف، الكتب السنوية في الأدب، فيينا، 1846.[38]
- أوجستين دوران، الرومانثيرو العام أو مجموعة من الرومانث القشتالين السابقين للقرن الثامن عشر، مكتبة المؤلفين الإسبان، المجلد السادس عشر، 1851.[39]
- داماس هينارد، قصيدة السيد، باريس، 1858.[38][40][41]
- إيه إم هنتنجتون، مدونة تاريخية مقفاه (نسخة طبق الأصل)، المكتبة الوطنية، نيويورك، 1904.[42]
- بنجامين بي بورلاند، المجلة الإسبانية، العدد الرابع والعشرين، 1911، عدد الصفحات (310-357) بعنوان مدونة السيد التاريخية المقفاة.[43]
- رامون مينينديث بيدال، آثار الملحمة الشعرية الإسبانية، مدريد، إسباسا- كالبي، 1951، ص. 257 - 289 (وسميت أغنية رودريجو والملك فرناندو وقد اتخذ هذا النص كأساس للعديد من الإصدارات في وقت لاحق، مثل إصدار كارلوس ألفارو ومانويل ألفارو).[44]
- آلان ديرموند، الشعر الملحمي والديني: دراسات عن شباب رودريجو (مخطوطة)، لندن، كتب تاميسيس، 1969.[45]
- خوان فيكتوريو، مدريد، إسباسا- كالبي، 1982.[46]
- ماثيو بيلي، شباب رودريجو: دراسة نقدية، مخطوطة وطبعة، لندن، كلية الملك، مركز دراسات أواخر العصور الوسطى العتيقة، 1999.[47]
- ماثيو بيلي، شباب رودريجو: أفعال رودريجو الشبابية، السيد، تورونتو، جامعة تورونتو برس، 2007.[48]
- ليوناردو فونيس بالتعاون مع فيليب تننباوم، شباب رودريجو: (دراسة وطبعة للثلاث حالات للنص)، مجموعة تاميسيس، لندن، 2004، ص.206.[49]